# Трате
Трате (словен. Trate) је насељено место у општини Шентиљ, Подравска регија, Словенија.

## Историја
До територијалне реорганизације у Словенији било је у саставу старе општине Песница.

## Становништво
У попису становништва из 2011. године, Трате је имало 287 становника.
| Број становника према пописима | Број становника према пописима | Број становника према пописима |
| ------------------------------ | ------------------------------ | ------------------------------ |
| 1991                           | 2002                           | 2011                           |
| 335                            | 322                            | 287                            |

Напомена: Године 2017. извршена је мања размена територија између насеља Трате и Згорњи Дражен Врх.

## Галерија
- пејзаж
- унутрашњост дворца „Цмурек”.